# Municipio de Springvale (Dakota del Norte)
El municipio de Springvale (en inglés: Springvale Township) es un municipio ubicado en el condado de Barnes en el estado estadounidense de Dakota del Norte. En el año 2010 tenía una población de 53 habitantes y una densidad poblacional de 0,57 personas por km².

## Geografía
El municipio de Springvale se encuentra ubicado en las coordenadas 46°50′51″N 97°44′41″O / 46.84750, -97.74472. Según la Oficina del Censo de los Estados Unidos, el municipio tiene una superficie total de 92.97 km², de la cual 92,97 km² corresponden a tierra firme y (0 %) 0 km² es agua.

## Demografía
Según el censo de 2010, había 53 personas residiendo en el municipio de Springvale. La densidad de población era de 0,57 hab./km². De los 53 habitantes, el municipio de Springvale estaba compuesto por el 98,11 % blancos, el 1,89 % eran asiáticos. Del total de la población el 0 % eran hispanos o latinos de cualquier raza.